# Cidade Universitária (metrostation)
Cidade Universitária  is een metrostation aan de Gele lijn van de Metro van Lissabon. Het station is geopend op 14 oktober 1988.
Het is gelegen aan de Avenida Prof. Gama Pinto.